# BlueGriffon
BlueGriffon je WYSIWYG HTML editor webových stránek. Používá technologii Gecko, vykreslovací engine, který používá populární internetový prohlížeč Mozilla Firefox, což zaručuje, že webová stránka bude odpovídat webovým standardům. Aplikace je vyvíjena pro Microsoft Windows, Mac OS X a Linux.
BlueGriffon splňuje webový standard W3C a je schopný vytvořit webové stránky v souladu s HTML 4 a 5, XHTML 1.1 a 5. Také podporuje CSS 2.1 a 3. BlueGriffon obsahuje XUL editor na úpravu SVG souborů, který byl původně vydán jako add-on pro aplikaci Mozilla Firefox.
Aplikace je volně ke stažení pro Microsoft Windows, Mac OS X a Linux.
Do aplikace je možné najít mnoho vylepšení v podobě add-onů. Většina add-onů jako "Project Manager", "CSS Stylesheet editor", "MathML Editor", "Word Count" a "FullScreen view/edit!", není zdarma, ale add-ony jako "FireFTP" a "Dictionaries", jsou volně a zdarma ke stažení.